# 達爾格倫氏眶燈魚
達爾格倫氏眶灯鱼（学名：Diaphus dahlgreni）为輻鰭魚綱燈籠魚目灯笼鱼科的其中一種，分布於西太平洋區的馬來西亞海域，屬深海魚類，棲息深度可達320公尺。

## 扩展阅读
維基物種上的相關：達爾格倫氏眶灯鱼